# マンズルーイン
マンズルーイン（Man's ruin）とは、意匠の一種である。「Man's ruin」を和訳すると「男をダメにするもの」という意味になる。
タトゥー、服飾デザイン、ステッカー・ワッペン、車のペイントなどによく使われる。
男性にとって魅惑的であるが、破滅のもとになるものを集めた絵柄の組み合わせになっている。
意匠を構成する主な絵柄として、次のとおり。
- 女性 - 妖艶な表情やポーズで描かれており、妻や恋人というよりは「プロの女性」という人物像である。
- 酒 - 酔うことの快感。グラスやボトルで表現される。女性が手にしている場合もある。
- トランプカードやダイス - ギャンブルの興奮を表現。

その他の絵柄として、次のとおり。
- ドラッグ - 大麻の葉、錠剤、注射器などで表される。
- ナイフと拳銃 - 暴力を表す。
- ビリヤードの8番玉 - 8番玉が持っている「悪運強さ」「苦境の打開」を表現している。
- 煙草・シガー - 健康的な生活の否定。
- 札束・コイン - 欲望としての富の象徴。
- 車やバイク - スピードの快感。
- ギター - ロックな生き方の象徴。
- フレア - 炎のような情念。
- ドクロ・骸骨・棺桶 - 破滅的な人生を意味する。

表現しているもの、どの目が出るか分からないダイス、一か八かのカードゲーム、行く先が予測できないビリヤードの玉など「先の見えない人生」「努力を積み重ねることの諦め」という心情が根底に流れているデザインである。
どの絵柄も常識的に考えれば「縁起の悪いもの」であるが、「不吉なアイテムを持っていれば、それ以上不幸になることはない。」という考え方もあり、ある種のお守りの役目が期待されている一面がある。
和柄のものもあり、その場合は「花魁」「花札や株札」「酒の徳利や瓢箪」など「飲む・打つ・買う」ことを表す絵の組み合わせとなる。そこにキセルや千両箱など和のテイストの物が組み合わされる。
また、享楽的・破滅的・退廃的・背徳的なライフスタイルへの自嘲、アウトロー的な生き方の肯定という意味もある。